# 来福寺 (三浦市)
来福寺（らいふくじ）は、神奈川県三浦市にある真宗大谷派の寺院。

## 歴史
建永年間（1206年 - 1207年）、和田義盛の開基である。元々は鎌倉市名越に位置していたが、和田氏壊滅（和田合戦）後の1217年（建保5年）に和田氏発祥の地である和田（現・三浦市初声町和田）に移転した。1670年（寛文10年）に現在地に移転した。
寺宝として、衣冠束帯の和田義盛像がある。
幕末期に、相模湾防衛のための海防陣屋が近くに設けられており、警備していた長州藩や彦根藩の藩士の墓もある。

## 交通アクセス
- 三浦海岸駅より徒歩15分。